# Daniel Mojsov
Pour les articles homonymes, voir Mojsov.
Daniel Mojsov (en macédonien : Даниел Mojсoв), né le 25 décembre 1987 à Kavadartsi en Yougoslavie, est un footballeur international macédonien, qui évolue au poste de défenseur.

## Biographie

### Carrière en club
Avec les clubs du Makedonija Skopje et du FK Vojvodina Novi Sad, Daniel Mojsov dispute deux matchs en Ligue des champions, et deux matchs en Ligue Europa. 

### Carrière internationale
Daniel Mojsov compte 39 sélections avec l'équipe de Macédoine depuis 2008. 
Il est convoqué pour la première fois en équipe de Macédoine par le sélectionneur national Srečko Katanec, pour un match amical contre le Monténégro le 19 novembre 2008. Il entre à la 46e minute de la rencontre, à la place de Nikolče Noveski. Le match se solde par une défaite 2-1 des Macédoniens.

## Palmarès
Makedonija Skopje
- Champion de Macédoine en 2009.

 AEK Larnaca
- Vice-champion de Chypre en 2017
- Coupe de Chypre en 2018